# Герб міста Косова
Герб Ко́сова — офіційний символ міста Косів Івано-Франківської області, один з його офіційних символів. Затверджений 13 листопада 1991 р. рішенням Косівської міської ради.
Автори проєкту прапора — Андрій Гречило та Іван Сварник.

## Опис герба
У зеленому полі золота тризрубна церква. Щит обрамований декоративним картушем i увінчаний срібною міською короною.

## Значення символів
Гуцульська церква символізує Косів як історичний та духовний центр Гуцульщини. Золота барва – відповідник багатства та добробуту, а зелена – відображає щедрі карпатські ліси, серед яких виникло й виросло місто.